# 沃爾 (阿拉巴馬州)
沃爾（英語：Wahl）是一個位於美國阿拉巴馬州艾斯康比亞縣的非建制地區。該地的面積和人口皆未知。

## 地理
沃爾的座標為31°00′19″N 87°13′17″W / 31.00527°N 87.22138°W，而該地最高點為海拔高度28米（即92英尺）。